# Tex-mex-köket

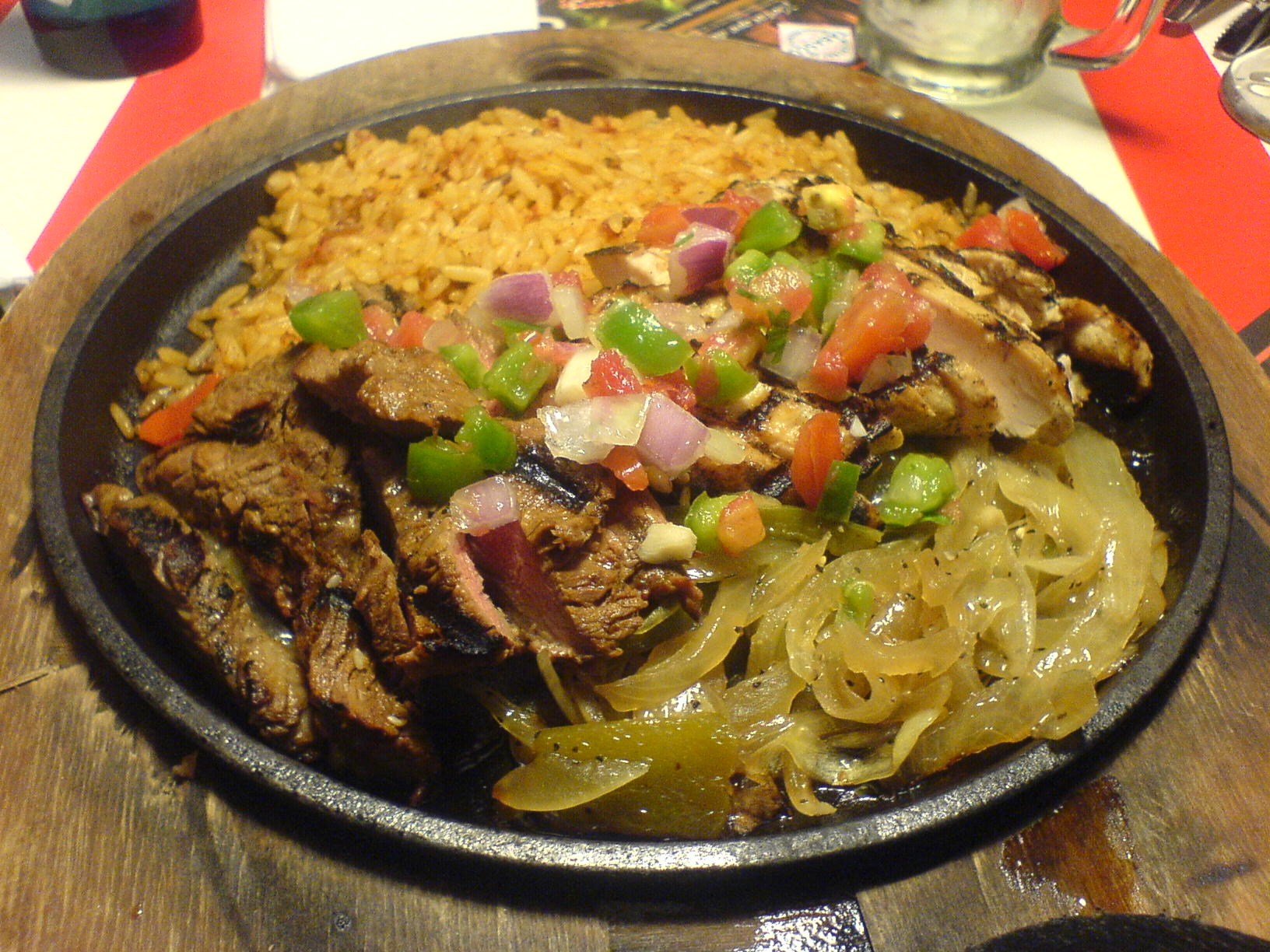
Ingredienser till fajita, en tex-mex-rätt.

Tex-mex-köket är ett amerikanskt kök som blandar matinfluenser från Texas och Mexiko.
Tortillas, fajitas, nachos, tacos, salsa, guacamole, bönor används inom tex-mexköket.
Sverige är det land i Europa som äter mest tex-mex, tillsammans med Norge (2011).

## Vanliga rätter
Det Texasmexikanska köket är rätt centrerat runt chili och lite hetta men det finns självklart lite mildare varianter att välja. I Sverige brukar de vanligaste rätterna vara tacos, burrito och nachos; men även enchiladas, fajita och quesadilla förekommer. Maten består oftast av ett bröd, ett mjukt tortillabröd, eller ett skal; stekt köttfärs, uppskurna grönsaker, riven ost och såser såsom gräddfil, salsa, ostsås och guacamole. När man använder en tortilla rullas oftast fyllningen ihop till en rulle.
Nachosen däremot tillagas lite annorlunda. Man har kvadratdecimeter stora nachochips (majschips) som läggs ut på en plåt men ihop som en liten pizza. På chipsen hälls stekt köttfärs och ost. Sedan efter uttagning läggs eventuella såser och grönsaker på.